# J'étais une espionne américaine
Pour plus de détails, voir Fiche technique et Distribution.
J'étais une espionne américaine (I Was an American Spy) est un film d'espionnage américain réalisé par Lesley Selander et sorti en 1951.
Le film est inspiré de l'histoire vraie de Claire Phillips, espionne durant la Seconde Guerre mondiale.

## Synopsis
Claire est une américaine née aux Philippines et vivant à Manille où elle travaille dans un café. Elle rencontre un soldat américain avec qui elle se marie. Elle assiste à l'invasion japonaise des Philippines, et son mari est capturé. Elle rejoint la résistance anti-japonaise, et afin d'obtenir des renseignements à renvoyer aux États-Unis, elle ouvre une boîte de nuit destinée aux officiers japonais.

## Fiche technique
- Titre original : I Was an American Spy
- Réalisation : Lesley Selander
- Scénario : Samuel Roeca et Claire Phillips / Myron B. Goldsmith d'après leur roman
- Production : David Diamond, Ben Schwalb
- Société de production : Allied Artists Pictures
- Photographie : Harry Neumann
- Musique : Edward J. Kay
- Montage : Philip Cahn
- Durée : 85 minutes
- Dates de sortie: 
  - États-Unis : 14 avril 1951
  - France : 14 janvier 1955

## Distribution
- Ann Dvorak : Claire "High Pockets" Phillips
- Gene Evans : Cpl. John Boone
- Douglas Kennedy : Sgt. John Phillips
- Richard Loo : Col. Masanoto
- Leon Lontok : Pacio
- Chabin : Lolita
- Philip Ahn : Capt. Arito
- Lisa Ferraday : Dorothy Fuentes
- Riley Hill : Thompson
- Jerry Fujikawa